# Гуляев, Матвей Трофимович
Матвей Трофимович Гуляев — советский хозяйственный, государственный и политический деятель.

## Биография
Родился в 1886 году в деревне Дуброви. Член ВКП(б) с 1931 года.
Окончил церковно-приходскую школу в деревне Передки. С 1900 года — на хозяйственной, общественной и политической работе. В 1900—1956 гг. — крестьянин, участник Первой мировой войны на Румынском фронте, крестьянин, колхозник, председатель колхоза «Будённовец» Боровичского района Новгородской области, добился урожая зерновых культур в его колхозе составил 16,4 центнера с гектара, в том числе озимой ржи — 17,4 центнера, пшеницы — 24,4 центнера, и надоев молока на фуражную корову в 2603 литра.
Избирался депутатом Верховного Совета СССР 2-го и 3-го созывов.
Умер после 1954 года.